# اللغة الليغورية
اللغة الليغورية لغة غالو رومانسية مستخدمة في ليغوريا في شمال إيطاليا وأجزاء من المنطقة الساحلية على البحر المتوسط في فرنسا وموناكو. اللهجة الجنوفية المستخدمة في جنوة عاصمة ليغوريا هي أهم اللهجات. تنتمي إلى مجموعة من اللغات الإيطالية الشمالية من اللغات الرومانسية.